# Мело да Силва, Клемер
Кле́мер Ме́ло да Си́лва (порт. Clemer Melo da Silva; род. 20 октября 1968, Сан-Луис, Мараньян), более известный как просто Клемер — завершивший в 2010 году карьеру бразильский футболист, вратарь. В настоящее время работает тренером.

## Биография
Клемер получил известность уже по выступлениям за «Фламенго», где на рубеже веков он был основным вратарём легендарного клуба. С 2002 года Клемер выступал за «Интернасьонал» и за последние 7 лет игровой карьеры успел стать одной из легенд клуба из Риу-Гранди-ду-Сул, выиграв с командой все возможные трофеи мирового футбола (кроме титула чемпиона Бразилии).
Он был одним из основных игроков «Интера» в начале XXI века, несмотря на постоянную конкуренцию со стороны других молодых вратарей довольно высокого уровня (таких как Ренан, Лауру).
За свою долгую карьеру дважды отличился забитыми голами. 4 марта 1997 года забил мяч в ворота клуба «Кабурэ» в рамках Кубка Бразилии. 4 мая 2008 года с пенальти забил мяч в ворота «Жувентуде» в финальном матче чемпионата штата.
Во второй половине 2008 года Клемер был вытеснен из основного состава Лауро, с которым «Интер» успешно выступал как на международной арене (в победном розыгрыше Южноамериканского кубка 2008 именно Лауро уже был основным вратарём команды), так и во внутренних соревнованиях.
В январе 2010 года Клемер в 41-летнем возрасте принял решение не бороться далее за место в основе одного из сильнейших клубов мира, а перейти на тренерскую работу. Он стал работать тренером вратарей «Интера», с которыми ещё совсем недавно сам работал на тренировках в качестве партнёра и конкурента. В 2013 году тренировал молодёжный состав «Интера». 5 октября 2013 года, после отставки Дунги, был назначен исполняющим обязанности главного тренера «Интернасьонала».

## Достижения
В качестве игрока
- Чемпион штата Рио-де-Жанейро (3): 1999, 2000, 2001
- Чемпион штата Риу-Гранди-ду-Сул (5): 2002, 2003, 2004, 2005, 2008
- Чемпион штата Гояс (1): 1996
- Чемпион штата Пара (2): 1994, 1995
- Обладатель Кубка Чемпионов Бразилии (1): 2001
- Обладатель Кубка Либертадорес (1): 2006
- Победитель клубного чемпионата мира: 2006
- Обладатель Рекопы: 2007
- Обладатель Кубка Меркосур (1): 1999
- Обладатель Южноамериканского кубка (1): 2008
- Кубок Дубая (1): 2008

В качестве тренера
- Чемпион штата Сержипи (1): 2016